# Асаминами
Асаминами (яп. 安佐南区 Асаминами-ку) — район города Хиросима префектуры Хиросима в Японии. По состоянию на 1 октября 2007 площадь района составляла 117,19 км². По состоянию на 1 июня 2011 население района составило 235 234 человек.

## Символы района
Эмблема Асаминами — стилизованное изображение закругленного пера чернильной ручки, напоминающее две руки, простертые к небу и связанные между собой. Эмблема олицетворяет желание жителей района воспитывать образованных потомков, которые жили бы в гармонии и сотрудничестве друг с другом. Округлость эмблемы символизирует мир и счастье.
Флаг Асаминами — полотнище синего цвета, стороны которого соотносятся как 2 к 3. В центре полотнища размещена эмблема района белого цвета. Синяя и белая краски символизируют «чистоту» и «мир».

## Общие сведения
Район Асаминами находится в гористой центральной части города. Он был сформирован в 1980 году на основе городков Гион, Ясуфуруити, Сато и Нумата уезда Аса, в связи с присоединением их к Хиросиме и получением последней статуса города, определённого указом правительства.
Асаминами является наиболее заселенным районом города. Его территорию занимают преимущественно жилые массивы. Благодаря этому здесь хорошо развита сеть авто- и железных дорог: через Асаминами пролегают новая дорога Гион, скоростная автострада № 4 и железнодорожная колея монорельса Астра-лайн.
Власти района ведут курс на превращение Асаминами из «спального района» Хиросимы в полноценную городскую единицу, где можно жить, работать, учиться и проводить досуг. Начиная с конца 20 века администрация поощряет предприятия малого и среднего бизнеса размещать свои офисы и филиалы в районе.
Несмотря ускоренную урбанизацию, в Асаминами существует развитый частный сектор, поэтому вдоль рек можно часто увидеть поля и огороды. Из них иногда поступают свежие овощи и фрукты в магазины города.
Асаминами имеет много образовательных учреждений различных уровней, среди которых крупнейшими являются Хиросимский городской университет и Хиросимский экономический университет. Желание жителей района превратить его в мощный образовательно-исследовательский центр изображено на эмблеме и флаге Асаминами.